# حسى عزب (المضاربة والعارة)

تعديل مصدري - تعديل

حسى عزب هي إحدى قرى عزلة العارة بمديرية المضاربة والعارة التابعة لمحافظة لحج، بلغ تعداد سكانها 88 نسمة حسب تعداد اليمن لعام 2004.